# ジョアンナ・ニューサム
ジョアンナ・ニューサム（Joanna Caroline Newsom　1982年1月18日 - ）は、アメリカ合衆国ネバダシティ出身のハープ奏者及びシンガーソングライターである。
第40代カリフォルニア州知事で、2025年にドナルド・トランプ政権下における世界的かつ強硬的な関税政策に対して差し止め訴訟を起こした政治家のギャビン・ニューサムは遠戚にあたる。

## 来歴
共に医師で、厳格な教育方針を持つ両親の元、テレビやラジオ等に接することを禁じられて育つ。幼少期は演劇を学び、そこで長台詞の暗記や暗唱のメソッドを学ぶが、この時の経験が現在のライブパフォーマンスに影響を与えていると彼女は語っている。5歳のときハープを学びたいと両親に懇願し、了承されたが、小さすぎたジョアンナに講師がハープを教えたがらず、まずはピアノから始めてみてはどうかと諭され、渋々ピアノのレッスンから始める。しばらくした後、ようやくハープのレッスンを受けられるようになり、10代の頃はハープの演奏に夢中になった。高校卒業後はカレッジで作曲法を学ぶが、自分の音楽を追求するために中退。独自の音楽活動を開始し、現在に至る。
2004年にファースト・アルバム『ミルク・アンド・メンダー』をリリース。2006年、ニルヴァーナ、ピクシーズ、イギー・ポップを手掛けたことで知られるスティーヴ・アルビニが参加したセカンド・アルバム『Ys』をリリース。本国アメリカ以外でもチャートインし、イギリスで41位にランクインした。2010年に3作目『ハヴ・ワン・オン・ミー』をリリース。ビルボードのデジタル・アルバム・チャートでは16位を記録した。このアルバムはカナダなど本国以外でもチャートインし、イギリスではチャートの28位をマークした。2005年以来アルバムリリースごとに来日して、2010年に3度目の来日公演を行った。
2013年に俳優・コメディアンのアンディ・サムバーグと結婚。
2014年に公開された、アカデミー賞2部門でノミネートされた映画『インヒアレント・ヴァイス』に、女優としてホアキン・フェニックスやベニチオ・デル・トロなどと共に出演し、同作でナレーターも務めている。

## ディスコグラフィ
アルバム
- ミルク・アイド・メンダー - The Milk-Eyed Mender（2004年）
- Ys - Ys（2006年）
- ハヴ・ワン・オン・ミー - Have One On Me（2010年）
- ダイヴァーズ - Divers （2015年）

自主制作盤
- Walnut Whales（2002年）
- Yarn and Glue（2003年）

EP
- ザ・Ys・ストリート・バンド・EP - Joanna Newsom and the Ys Street Band（2007年）

シングル
- もやしと豆 - Sprout and the Bean（2004年）